# Poświerka (zwyczajna)
Poświerka (zwyczajna), poświerka szponiasta (Calcarius lapponicus) – gatunek małego wędrownego ptaka z rodziny poświerek (Calcariidae), wcześniej zaliczany do trznadlowatych (Emberizidae). Występuje w Eurazji i Ameryce Północnej, w sezonie lęgowym w strefie tundry. W Polsce nieliczny ptak przelotny i zimujący. Nie jest zagrożony wyginięciem.

## Systematyka
Gatunek ten po raz pierwszy zgodnie z zasadami nazewnictwa binominalnego opisał w 1758 roku Karol Linneusz w 10. edycji Systema Naturae, uznawanej za początek nomenklatury zoologicznej. Autor nadał gatunkowi nazwę Fringilla lapponica, a jako miejsce typowe wskazał Laponię. Obecnie poświerka umieszczana jest w rodzaju Calcarius.

### Podgatunki
Międzynarodowy Komitet Ornitologiczny (IOC) wyróżnia pięć podgatunków C. lapponicus:
- C. lapponicus subcalcaratus (C.L. Brehm, 1826)
- C. lapponicus lapponicus (Linnaeus, 1758)
- C. lapponicus kamtschaticus Portenko, 1937
- C. lapponicus alascensis Ridgway, 1898
- C. lapponicus coloratus Ridgway, 1898

Niektórzy autorzy akceptują tylko trzy z nich – subcalcaratus traktują jako synonim podgatunku nominatywnego, a kamtschaticus jako synonim coloratus.

## Zasięg występowania
Poszczególne podgatunki w sezonie lęgowym zamieszkują:
- C. lapponicus subcalcaratus – północna Kanada i Grenlandia.
- C. lapponicus lapponicus – północna Europa, północna Azja.
- C. lapponicus kamtschaticus – północno-wschodnia Syberia.
- C. lapponicus alascensis – skrajnie wschodnia Syberia, Alaska i północno-zachodnia Kanada.
- C. lapponicus coloratus – Wyspy Komandorskie.

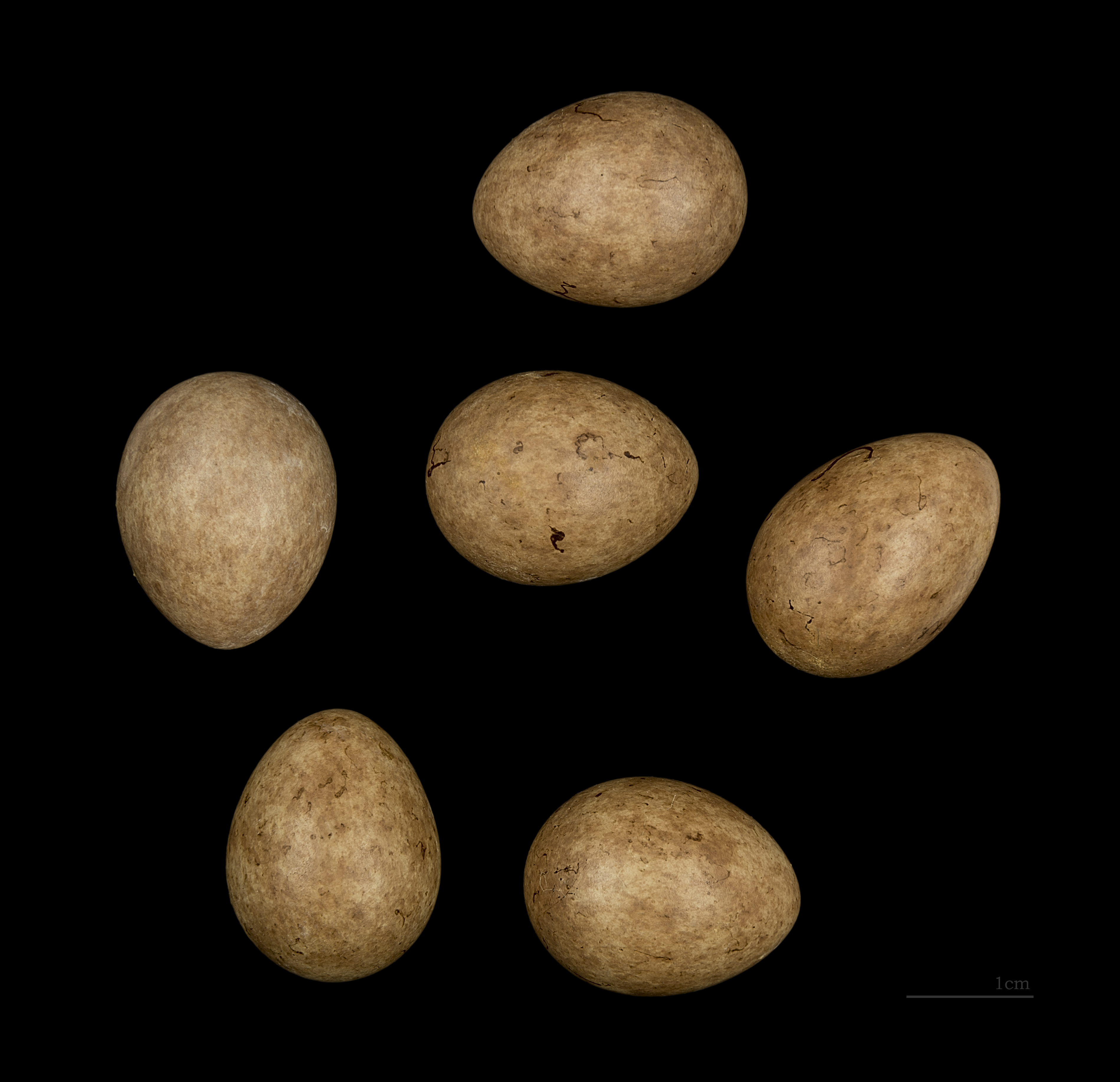
Jaja z kolekcji muzealnej

## Morfologia
Rozmiarydługość ciała 15,5–17 cm
Masa ciała22,5–35 g

## Ekologia i zachowanie
Biotop
W sezonie lęgowym zamieszkuje tundrę; unika lasów, zarośli czy obszarów skalistych. Zimą zasiedla otwarte przestrzenie takie jak łąki, pastwiska z krótką trawą, ścierniska czy brzegi jezior.
Rozród
Wyprowadza jeden lęg w sezonie. Samica buduje gniazdo na ziemi – w zagłębieniu w mchu lub innej roślinności. Ma ono kształt filiżanki, jest zbudowane z traw i mchu, wyścielone drobną trawą i piórami. W zniesieniu zwykle 4–6 jaj. Wysiadywaniem zajmuje się wyłącznie samica przez 12–13 dni. W tym okresie jest czasami karmiona przez samca. Karmieniem piskląt zajmują się oboje rodzice. Młode opuszczają gniazdo po 8–10 dniach od wyklucia.
Pożywienie
Żywi się nasionami i bezkręgowcami. W okresie letnim oprócz nasion zjada owady i ich larwy oraz pająki. Zimą żywi się nasionami traw, turzyc i chwastów.

## Status i ochrona
IUCN uznaje poświerkę za gatunek najmniejszej troski (LC, Least Concern) nieprzerwanie od 1988 roku. Liczebność światowej populacji, wstępnie obliczona w oparciu o szacunki organizacji BirdLife International dla Europy na rok 2015, mieści się w przedziale 50–200 milionów dorosłych osobników. Globalny trend liczebności populacji uznawany jest za wzrostowy, choć populacja europejska w latach 1980–2013 odnotowała umiarkowany spadek liczebności.
Na terenie Polski gatunek ten jest objęty ścisłą ochroną gatunkową.